# Акчагыльское море

Акчагыльское море

Акчагыльское море или Акчагальское море (по урочищу Акчагыл на Красноводском полуострове) — древнее море, существовавшее 3,4—1,8 млн лет назад (плиоцен−плейстоцен) на месте современного Каспия. Отложения этого моря исследованы Н. А. Андрусовым. Первоначально образовалось на месте пересохшего Понтического моря, от которого на юге нынешнего Каспийского моря оставалось Балаханское озеро. Акчагыльское море, напротив, заливает каспийские берега, глубоко вдаётся на север (до территории современной Казани) и сообщается с Чёрным морем через Кумо-Манычскую котловину. На юго-востоке море проникало далеко в Каракумы и подступало к Копетдагу. Акчагыльское море сменилось Апшеронским морем.